# Кирс, Валло
Валло Кирс (эст. Vallo Kirs; род. 23 ноября 1987, Раквере, Ляэне-Вирумаа, ЭССР, СССР) — эстонский актёр театра и кино.

## Личная жизнь
Валло Кирс увлекается футболом. Является фанатом эстонской футбольной команды «Rakvere JK Tarvas».
В 2007 году закончил Ракверескую гимназию. В 2009 поступил в Университет Вильяндиской академии культуры, который окончил в 2013 году. Учился в Тартуском университете на факультете философии.
В 2009 году начал встречаться со своей однокурсницей Клаудией Тиитсма. Вскоре они поженились. 9 сентября 2018 года, в день рождения Клаудии, у пары родился сын Валло Кирс-младший.
Сейчас актёр живёт с семьёй в Вильянди и играет в театре «Угала».

## Фильмография
- 2006—2013 — Келк-ищейка — Микк
- 2006 — Чужак. Спасти Валдиса в 11 главах — Отт
- 2007 — Класс — Каспар Кордес
- 2009 — Дворняжка (короткометражный) — Пауль
- 2010 — Класс: Жизнь после — Каспар Кордес